# Letitia Ilea
Letiția Ilea (n. 3 iulie 1967, Cluj-Napoca, România) - poetă și traducătoare.

## Biografie
Născută în Cluj-Napoca, Letiția Ilea este fiica lui Ioan Olariu, inginer minier și a Corneliei, născută Vonica. A făcut studii elementare la Școala de aplicație a Liceului Pedagogic din Cluj și apoi Liceul „Emil Racoviță” din același oraș, secția matematică-fizică pe care l-a absolvit în 1985. A absolvit cursurile Facultății de Filologie din Cluj-Napoca, secția franceză-română, cu diplomă de licență în 1989. S-a format în ambianța intelectuală a mișcării literare Echinox, de la Universitatea Babeș-Bolyai din Cluj. În 2001 a participat la Bienala internațională a poeților de la Val-de-Marne, Paris.
Din 2002 este membră a Uniunii Scriitorilor din România. În prezent, predă franceza la Departamentul de Limbi Moderne și Comunicare în Afaceri al Facultății de Științe Economice și Gestiunea Afacerilor a Universității „Babeș-Bolyai” din Cluj-Napoca .

## Apariții editoriale

### Poezie
În limba română:
- 1997 eufemisme;
- 1999 chiar viața;
- 2004 o persoană serioasă;
- 2010 blues pentru cai verzi;

În limba franceză:
- 2005 terrasses;
- 2005 apprivoiser le silence;
- 2005 est-cris;
- 2012 blues pour chevaux verts

### Traduceri
- 2005 Gérard Blua, Pe drumul operei;
- 2005 Léon Bloy, Exegeza locurilor comune;
- 2005 Dan Damaschin, Les prières des peintres;
- 2006 Gabriel Stănescu, Paysage avec mémoire;
- 2006 Jacques Jouet, Poeme de metrou;
- 2006 Tristan Janco, Memoriile Șoahului;
- 2007 Andrei Zanca, Improvisation pour la marche sur l’eau;
- 2008 Yvon Le Men, Nevoie de poem;

## Premii
- 1999 Premiul Filialei Cluj a Uniunii Scriitorilor pentru volumul Eufemisme;
- 2006 Premiul Filialei Cluj a Uniunii Scriitorilor pentru traducerea volumului Exegeza locurilor comune, de Léon Bloy;
- 2007 Premiul Internațional de Poezie „Jean Malrieu”, Allauch, Franța;
- 2007 Premiul pentru poezie la Festivalul Lucian Blaga;
- 2008 Premiul „Henri Jacquier” al Filialei Cluj a USR.

## Participări la simpozioane
A participat în 2005 la festivalul "Belles Etrangères – Roumanie", precum și la colocviul "L’Invention du Livre" organizat de Casa Scriitorilor și Traducătorilor străini din Saint-Nazaire. În 2006 a fost invitata festivalului "Francofffonies" (Paris) .